# Araneus guatemus
Araneus guatemus Levi, 1991 è un ragno appartenente alla famiglia Araneidae.

## Distribuzione
L'olotipo femminile è stato rinvenuto in Guatemala: dell'esemplare esaminato non è nota la località esatta di reperimento.

## Tassonomia
Non sono stati esaminati esemplari di questa specie dal 1991
Attualmente, a dicembre 2013, non sono note sottospecie